# Władimir Milutin
Władimir Pawłowicz Milutin, ros. Владимир Павлович Милютин (ur. 24 października?/5 listopada 1884 w Aleksandrowie w ujezdzie lgowskim guberni kurskiej, zm. 30 października 1937 w Moskwie) – rosyjski socjaldemokrata i komunista, członek KC SDPRR(b) (1917–1918), zastępca członka KC RKP(b) (1921–1922), komisarz ludowy rolnictwa RFSRR (1917), członek Centralnej Komisji Kontroli RKP(b)/WKP(b) (1924–1934).

## Życiorys
Studiował w Instytucie Handlowym wydziału prawa Uniwersytetu w Petersburgu. Od 1903 w SDPRR, mienszewik, od 1910 bolszewik.  Ośmiokrotnie aresztowany, odbył pięć kar więzienia, dwukrotnie zesłany. W czasie I wojny światowej pracownik Ziemgoru. 
Po rewolucji lutowej i obaleniu caratu, w marcu 1917 członek Saratowskiego Komitetu SDPRR(b), przewodniczący Rady Saratowskiej. Od 12 maja 1917 do 17 listopada 1917 członek CK SDPRR(b), od 18 sierpnia do 23 października 1917 członek Ścisłego Składu CK SDPRR(b), w listopadzie 1917 członek Piotrogrodzkiego Komitetu Wojskowo-Rewolucyjnego, od 9 do 17 listopada 1917 ludowy komisarz rolnictwa RFSRR. Zwolennik rządu koalicyjnego wszystkich rosyjskich partii socjalistycznych (bolszewików, mienszewików i eserowców), wobec oporu Lenina wobec tej koncepcji podał się 17 listopada 1917 do dymisji ze składu Rady Komisarzy Ludowych (wraz z Aleksiejem Rykowem, Wiktorem Noginem i Iwanem Teodorowiczem). W listopadzie 1917 w demokratycznych wyborach wybrany na deputowanego do Zgromadzenia Ustawodawczego Rosji (Konstytuanty) z listy partii bolszewików z okręgu Saratów.
Od 12 grudnia 1917 do 6 marca 1918 członek KC SDPRR(b), od 23 marca do 3 kwietnia 1918 p.o. przewodniczącego Najwyższej Rady Gospodarki Narodowej RFSRR, od listopada 1918 do marca 1921 zastępca przewodniczącego Najwyższej Rady Gospodarki Narodowej, od 5 kwietnia 1920 do 27 marca 1922 zastępca członka KC RKP(b), w latach 1921–1922 zastępca przewodniczącego Obrad Ekonomicznych Obwodu Zachodniego, w latach 1922–1924 przedstawiciel Kominternu w Austrii i na Bałkanach, w latach 1924–1928 członek Kolegium Ludowego Komisariatu Inspekcji Robotniczo-Chłopskiej ZSRR. Od 31 maja 1924 do 26 stycznia 1934 członek Centralnej Komisji Kontroli RKP(b)/WKP(b), w latach 1925–1927 zastępca przewodniczącego Akademii Komunistycznej, od 3 marca 1928 do kwietnia 1934 zarządca Centralnego Urzędu Statystycznego/Sektora Ekonomiczno-Statystycznego Państwowej Komisji Planowania przy Radzie Komisarzy Ludowych ZSRR, od grudnia 1929 do kwietnia 1934 zastępca przewodniczącego Państwowej Komisji Planowania przy Radzie Komisarzy Ludowych ZSRR, od kwietnia 1934 do lipca 1937 przewodniczący Komitetu ds. Kierowania Zakładami Naukowymi i Szkolnymi Centralnego Komitetu Wykonawczego (CIK) ZSRR. Był pierwszym dyrektorem Instytutu Ekonomii Akademii Nauk ZSRR.
W okresie wielkiego terroru w ZSRR 26 lipca 1937 aresztowany przez NKWD. 29 października 1937 skazany na śmierć przez Kolegium Wojskowe Sądu Najwyższego ZSRR z zarzutu udziału w kontrrewolucyjnej organizacji terrorystycznej, następnego dnia stracony. Ciało skremowano w krematorium na Cmentarzu Dońskim, prochy pochowano anonimowo.
25 maja 1956 zrehabilitowany postanowieniem Kolegium Wojskowego SN ZSRR.